# 卡斯帕·温伯格
卡斯珀·威拉德·温伯格（英語：Caspar Willard Weinberger；1917年8月18日—2006年3月28日）是一位美國政治家和商人。作為傑出的共和黨人，他在州和聯邦政府的各種職位上工作了三十年。他在1981年至1987年擔任美国总统罗纳德·里根时期的国防部长，1987年因为卷入伊朗门事件而辞职。他之后是一位頗有成就的商人，後來成為成為《福布斯》雜誌的董事長。
溫伯格出生於加州舊金山。他曾在第41步兵師参加太平洋戰區的第二次世界大戰。溫伯格擔任國防部長时以對蘇聯的強硬立場為標誌。他促進了戰略防禦計劃。溫伯格獲得1987年總統自由勳章和伊麗莎白二世女王授予的英國榮譽騎士勳章。

## 早年生活
溫伯格出生於加州舊金山。他的父親有波希米亞猶太人血統，而他的外祖父母是英國的移民。

## 著作
- 《In the Arena: A Memoir of the 20th Century》
- 《Home of the Brave》
- 《在五角大楼的关键七年》
- 《第二次太平洋战争》
- 《温伯格回忆录——为和平而战》